# Vecchia Roma/Stornellando alla toscana
Vecchia Roma/Stornellando alla toscana è un 78 giri inciso da Claudio Villa, pubblicato nel 1948 dalla Parlophon e distribuito dalla C.E.T.R.A..

## Descrizione
Entrambi i brani sono registrati con l'orchestra del Maestro Nello Segurini.
Vecchia Roma è una canzone scritta da Luciano Luigi Martelli per il testo e da Mario Ruccione per la musica.
Stornellando alla toscana è scritto da Giordano Bruno Mazzoli per il testo e da Cesare Cesarini per la musica.

## Tracce
1. Vecchia Roma
2. Stornellando alla toscana